# Nhật Bản chiếm đóng Miến Điện
Nhật Bản chiếm đóng Miến Điện đề cập đến khoảng thời gian từ năm 1942 đến 1945 trong Thế chiến II, khi Miến Điện bị Đế quốc Nhật Bản chiếm đóng. Người Nhật đã hỗ trợ thành lập quân đội Miến Điện Độc lập và giúp huấn luyện Ba mươi Đồng chí, những người đã sáng lập nên Lực lượng Vũ trang hiện nay (Tatmadaw). Người Miến hy vọng sẽ được sự hỗ trợ từ phía Nhật để trục xuất người Anh và giành lại nền độc lập.
Năm 1942, trong suốt Thế chiến II, Nhật Bản xâm lược Miến Điện và trên danh nghĩa tuyên bố Miến Điện độc lập dưới tên gọi Nhà nước Miến Điện vào ngày 1 tháng 8 năm 1943. Một chính phủ bù nhìn dưới sự lãnh đạo của Ba Maw được thiết lập. Tuy nhiên, họ đã sớm nhận rõ ra rằng Nhật Bản không có ý định trao lại nền độc lập cho Miến Điện.
Aung San, cha của nhà lãnh đạo đối lập Aung San Suu Kyi, chính là nhà lãnh đạo quốc gia đã lập nên Tổ chức chống Phát xít vào tháng 8 năm 1944, với yêu cầu Vương quốc Anh thành lập một liên minh với các nước đồng minh khác chống lại Nhật Bản. Đến tháng 4 năm 1945, quân Đồng Minh đã đuổi được người Nhật ra khỏi Miến Điện. Sau đó, các cuộc đàm phán đã bắt đầu giữa Miến Điện và người Anh vì nền độc lập. Miến Điện dưới thời kỳ Nhật chiếm đóng, khoảng 170.000 đến 250.000 dân thường đã thiệt mạng. Có lập luận cho rằng Nhật Bản xâm lược Miến Điện là nguyên nhân chính của nạn đói Bengal năm 1943, kể từ khi họ cắt đứt mọi nguồn cung cấp lương thực trong khu vực.

## Bối cảnh

Quốc kỳ Nhà nước Miến Điện được dùng trong giai đoạn 1943-1945.

Một số người theo chủ nghĩa dân tộc Miến Điện đã thấy sự bùng nổ của Thế chiến II như một cơ hội để moi móc sự nhượng bộ từ Anh nhằm đổi lấy sự hỗ trợ trong nỗ lực chiến tranh. Những thành phần Miến Điện khác chẳng hạn như phong trào Thakin thì lại phản đối sự tham gia của Miến Điện trong cuộc chiến dưới bất kỳ trường hợp nào. Aung San với nhóm Thakin khác đã thành lập Đảng Cộng sản Miến Điện (CPB) vào tháng 8 năm 1939. Aung San cũng đồng sáng lập Đảng Nhân dân Cách mạng (PRP), đổi tên thành Đảng Chủ nghĩa xã hội sau Thế chiến II. Ông còn dùng làm phương tiện trong việc thành lập Bama htwet yat gaing (Khối Tự do) bằng cách cố gắng thực hiện một liên minh của Dobama, ABSU, giới tu sĩ hoạt động chính trị và Đảng Sinyètha (Người Nghèo) của Ba Maw.
Sau khi Dobama Asiayone kêu gọi dân chúng nổi dậy, chính quyền đã ban hành lệnh bắt giữ đối với nhiều nhà lãnh đạo của tổ chức bao gồm cả Aung San nhưng ông kịp thời trốn sang Trung Quốc. Ý định của Aung San là bắt liên lạc với những người Cộng sản Trung Quốc, nhưng ông đã bị nhà chức trách Nhật Bản phát hiện với lời đề nghị hỗ trợ bằng cách thành lập một đơn vị tình báo bí mật gọi là Minami Kikan, đứng đầu là Đại tá Suzuki với mục tiêu đóng cửa Con đường Miến Điện và hỗ trợ một cuộc nổi dậy quốc gia.
Aung San sau một thời gian ngắn ở Nhật đã trở về Miến Điện để tuyển mộ hai mươi chín thanh niên đi đến Nhật cùng ông để nhận sự huấn luyện quân sự trên đảo Hải Nam, Trung Quốc, và họ đã được biết đến như là "Ba mươi Đồng chí". Khi quân Nhật chiếm đóng Bangkok vào tháng 12 năm 1941, Aung San công bố sự thành lập Quân đội Miến Điện Độc lập (BIA) với dự đoán Nhật Bản sẽ xâm chiếm Miến Điện vào năm 1942.
Đối với giới lãnh đạo quân sự của Nhật Bản, cuộc chinh phục Miến Điện là một mục tiêu chiến lược quan trọng khi khai chiến với Anh và Hoa Kỳ. Việc chiếm đóng Miến Điện sẽ làm gián đoạn nguồn tiếp tế quan trọng đối với Trung Quốc. Ngoài ra, người Nhật biết rằng cao su là một trong số ít các nguồn lực quân sự quan trọng mà Hoa Kỳ không thể tự cung tự cấp. Họ nghĩ rằng điều quan trọng là Đồng Minh bị từ chối tiếp cận các nguồn cung cấp cao su Đông Nam Á nếu họ mãi mãi chấp nhận điều khoản hoà bình có lợi cho Nhật Bản.

## Thời kỳ chiếm đóng

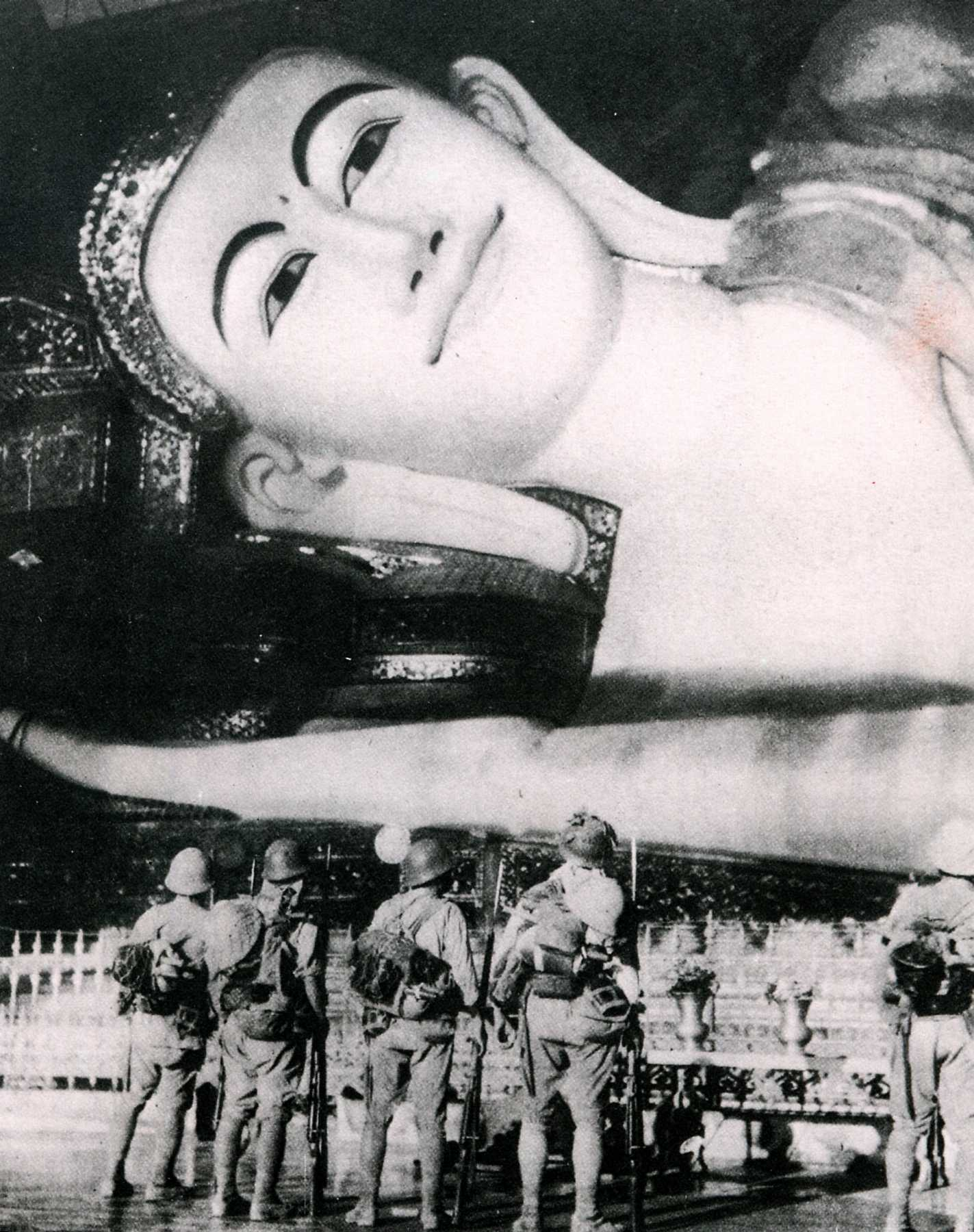
Quân đội Nhật tại Tượng Phật Shwethalyaung.

BIA thành lập một chính phủ lâm thời ở một số vùng của đất nước vào mùa xuân năm 1942, nhưng có sự khác biệt trong giới lãnh đạo Nhật Bản về tương lai của Miến Điện. Trong khi Đại tá Suzuki khuyến khích ba mươi đồng chí thành lập chính phủ lâm thời, lãnh đạo quân đội Nhật Bản chưa bao giờ chính thức chấp nhận một kế hoạch như vậy. Cuối cùng, quân đội Nhật Bản đã chuyển hướng sang Ba Maw thành lập chính phủ.
Trong cuộc chiến năm 1942, BIA đã phát triển một cách không kiểm soát được, và nhiều quan chức cấp huyện và ngay cả những tên tội phạm còn tự bổ nhiệm vào BIA. Nó được tổ chức lại thành Quân đội Phòng vệ Miến Điện (BDA) thuộc Nhật Bản nhưng người đứng đầu vẫn là Aung San. Trong khi BIA là một lực lượng phi chính quy thì BDA lại được các giảng viên người Nhật tuyển chọn và đào tạo thành một đội quân quy ước.
Ba Maw sau đó đã tuyên bố mình là nguyên thủ quốc gia, và nội các của ông bao gồm cả Aung San làm Bộ trưởng Chiến tranh và nhà lãnh đạo Cộng sản Thakin Than Tun là Bộ trưởng Bộ Đất đai và Nông nghiệp cũng như các nhà lãnh đạo Xã hội chủ nghĩa Thakins Nu và Mya. Khi người Nhật tuyên bố Miến Điện về mặt thuyết chính thức độc lập vào năm 1943, Quân đội Phòng vệ Miến Điện (BDA) được đổi tên thành Quân đội Quốc gia Miến Điện (BNA).
Người Miến đã sớm nhận thấy rõ những lời hứa hẹn về nền độc lập của người Nhật chỉ đơn thuần là một sự giả mạo và Ba Maw đã bị lừa dối. Khi chiến tranh quay lưng lại với người Nhật, họ tuyên bố Miến Điện là một nhà nước có chủ quyền toàn bộ vào ngày 1 tháng 8 năm 1943, nhưng đây là chỉ là vẻ bề ngoài khác. Vỡ mộng, Aung San đã bắt đầu đàm phán với các nhà lãnh đạo Cộng sản Thakin Than Tun và Thakin Soe, và các nhà lãnh đạo Xã hội chủ nghĩa Ba Swe và Kyaw Nyein dẫn đến sự hình thành Tổ chức chống Phát xít (AFO) vào tháng 8 năm 1944 tại một cuộc họp bí mật của CPB, PRP và BNA ở Pegu. AFO sau đó được đổi tên thành Liên đoàn Tự do Nhân dân chống Phát xít (AFPFL) và phản đối thẳng thừng chủ nghĩa phát xít Nhật Bản, đề xuất một xã hội công bằng và bình đẳng hơn.
Thakins Than Tun và Soe khi đang ở trong nhà tù Insein vào tháng 7 năm 1941 là đồng tác giả của Tuyên ngôn Insein đó, đối chọi những ý kiến phổ biến trong phong trào Dobama, xác định chủ nghĩa phát xít trên thế giới mới là kẻ thù chính trong cuộc chiến sắp tới và kêu gọi hợp tác tạm thời với người Anh trong mối liên kết Đồng Minh rộng hơn bao gồm cả Liên Xô. Soe đã bí mật tổ chức kháng chiến chống lại sự chiếm đóng của Nhật Bản, và Than Tun đã có thể vượt qua được cơ quan tình báo Nhật tới chỗ Soe, trong khi các nhà lãnh đạo cộng sản khác như Thakins Thein Pe và Tin Shwe đã liên lạc với chính quyền thực dân lưu vong tại Simla, Ấn Độ.

### Thảm sát Kalagong
Quân đội Nhật đã tiến vào làng Kalagong và bố ráp toàn bộ dân cư để các thành viên của Tiểu đoàn 3, Trung đoàn 215 và OC Moulmein Kempeitai Lục quân Đế quốc Nhật Bản thẩm vấn. Các đơn vị này làm theo lệnh của Thiếu tướng Seiei Yamamoto, Tham mưu trưởng của Tập đoàn quân 33 nhằm dò tìm khu vực dành cho du kích theo như báo cáo có sự hợp tác với lực lượng nhảy dù Anh.
Phụ nữ và trẻ em bị hãm hiếp và đánh đập nhưng chẳng khai thác được bất kỳ thông tin nào. Do đó Kempeitai đã ra lệnh thảm sát toàn bộ ngôi làng. Những người dân làng bị bắt theo nhóm 5-10 người đến các giếng nước gần đó, bịt mắt và đâm bằng lưỡi lê, còn xác của họ bị quẳng xuống giếng. Ước tính có khoảng 600 dân làng Miến Điện đã chết trong vụ thảm sát Kalagong.

## Kết thúc cuộc chiếm đóng

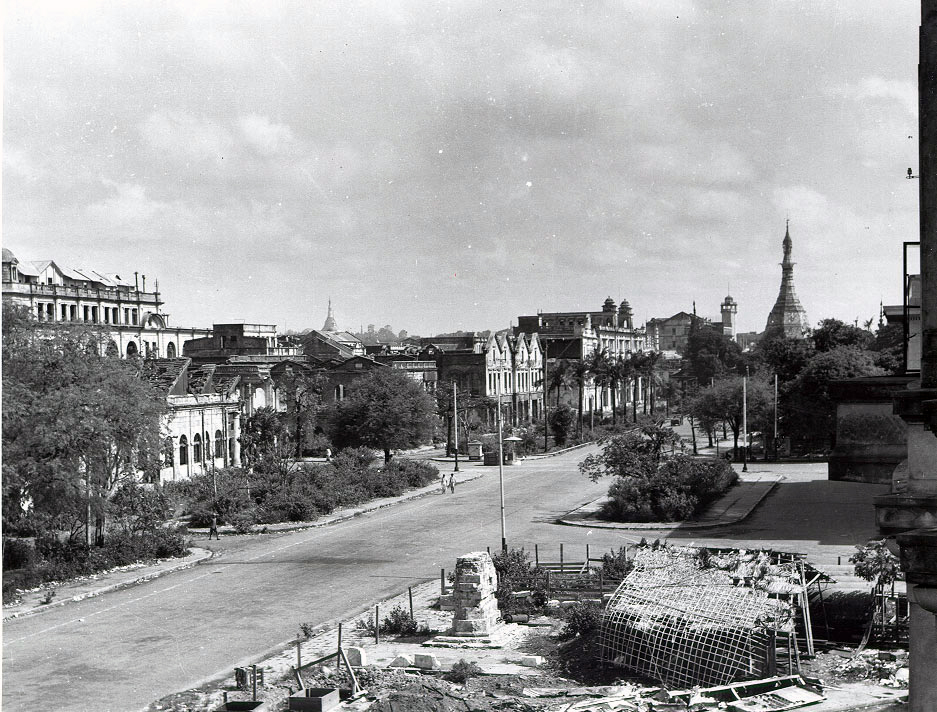
Rangoon bị tàn phá do hậu quả của Thế chiến II.

Đã có những mối liên lạc chính thức giữa AFO và Đồng Minh vào năm 1944 và 1945 thông qua Lực lượng 136 của Anh. Ngày 27 tháng 3 năm 1945, Quân đội Quốc gia Miến Điện đã tiến hành một cuộc nổi dậy toàn quốc chống lại Nhật Bản. Ngày 27 tháng 3 được chọn làm lễ kỷ niệm "Ngày Kháng chiến" cho đến khi quân đội đổi tên thành "Ngày Tatmadaw (Lực lượng Vũ trang)". Aung San và những người khác sau đó đã bắt đầu đàm phán với Huân tước Mountbatten và chính thức gia nhập phe Đồng minh trong vai trò Lực lượng Yêu nước Miến Điện (PBF). Tại cuộc họp đầu tiên, AFO đại diện cho chính người Anh đóng vai trò là chính phủ lâm thời của Miến Điện với Thakin Soe là Chủ tịch và Aung San là một thành viên của ủy ban cầm quyền.
Người Nhật đã rút quân ra khỏi toàn lãnh thổ Miến Điện vào tháng 5 năm 1945. Những cuộc đàm phán sau đó được bắt đầu với người Anh nhằm giải giáp của AFO và sự tham gia của quân đội nước này trong quân đội Miến Điện thời hậu chiến. Một số cựu chiến binh đã thành lập một lực lượng bán quân sự dưới sự chỉ huy của Aung San gọi là Pyithu yèbaw tat hay Tổ chức Tình nguyện Nhân dân (PVO) và được rèn luyện công khai trong bộ quân phục. Sự lôi cuốn của PBF đã kết thúc thành công tại hội nghị Kandy ở Sri Lanka vào tháng 9 năm 1945.